# 財政錯覚
財政錯覚（ざいせいさっかく、fiscal illusion）とは、国債や公債の発行は将来の租税負担をもたらすがその負担が無いものと人々が錯覚して消費などの経済活動を行なうこと。
小野善康の著書『不況のメカニズム　ケインズ「一般理論」から新たな「不況動学」へ』(中公新書)によると、ケインズは財政政策をすべて租税でまかなう緊縮財政政策では、消費への波及効果は無いことに気づいていたので、公共事業などに必要な資金について公債を持ち出す。公債を発行すればその時点での税負担は無いが将来に増税が待っている。いま取り立てようが将来に取り立てようが国民の生涯設計は同じである。ゆえに、均衡財政でも公債支出でも財政支出の効果は同じである。このことから、小野は「(政府支出増大による乗数効果があると考えた)ケインズ理論は、国民はいま税金を取られなければ、財政赤字がたまって将来同規模の負担があることが自明でも気にしない(財政錯覚)という仮定に立っている」と批判した。